# Terres Roges

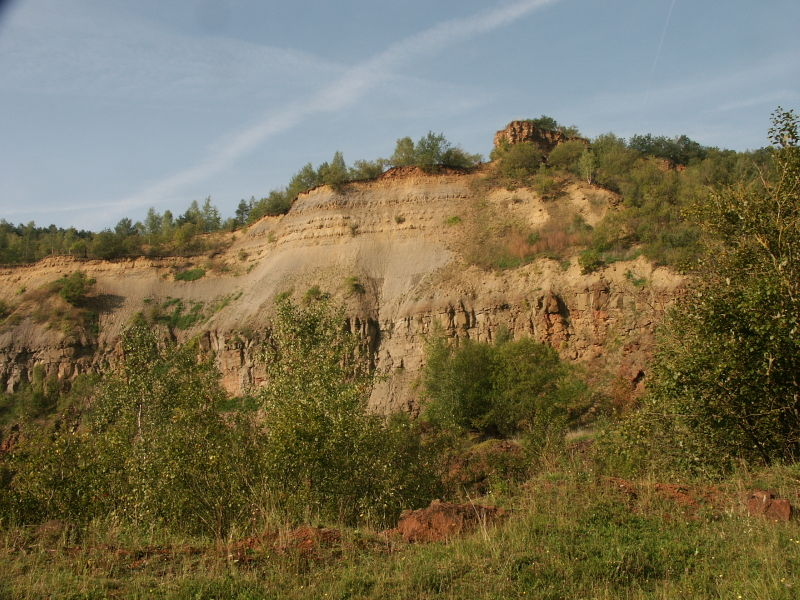
Terres Roges

Les Terres Roges formen una regió geogràfica al sud i sud-oest de Luxemburg. Se'ls anomena així per la seva terra carregada de ferro vermell.
Les Terres Roges corresponen aproximadament amb la part sud del cantó d'Esch-sur-Alzette, al llarg de la frontera amb França. Geològicament, les Terres Roges són sedimentàries, principalment gresos i conglomerats, formats en l'època del Juràssic Mitjà.
Com una de les regions productores de ferro més prodigiosos de l'Europa Occidental, les Terres Roges van desenvolupar una pròspera indústria siderúrgica local, que s'ha convertit en la indústria de l'acer i és el segon major productor mundial d'acer. Al llarg del declivi industrial dels últims anys, les Terres Roges s'han diversificat en els materials de construcció, enginyeria i productes químics.
La regió és la part més densament poblada de Luxemburg, amb diverses de les ciutats més grans del país, incloent-hi Bettembourg, Differdange, Dudelange, Esch-sur-Alzette i Schifflange, cadascuna amb més de 7.000 habitants.